# Landifay-et-Bertaignemont

Landifay-et-Bertaignemont este o comună în departamentul Aisne din nordul Franței. În 1 ianuarie 2022 avea o populație de 248 de locuitori.